# Bottenskrapa
Bottenskrapa är ett redskap för att samla in bottenmaterial vid undersökningar av hav och sjöars bottenliv.
En bottenskrapa består av en tre- eller fyrkantig metallram, vid vilken en av nät förfärdigad säck med täta maskor är fästad. Vid ramens vinklar är rölaga armar av rundjärn fästade, och vid dessa som förenas framåt fästs ett tåg eller en wire från vilken bottenskrapan kan släpas efter ett fartyg.
På sandbottnar används numera vanligen slädar, lättare konstruktioner försedda med medar för insamling av material.